# Dynamo (Sportorganisation)
Dynamo (auch Dinamo) ist eine 1923 gegründete Sport-Gesellschaft mit Sitz in Moskau. In der UdSSR gehörte Dynamo zusammen neben der militärischen Sportorganisation ZSKA und den zusammengeschlossenen zivilen Sportvereinigungen zur Basis des sowjetischen Leistungssportsystems. 1971 wurden 45 Sportarten unter dem Dach dieser Organisation ausgeübt, der damals neben zahlreichen Sportclubs rund 6.000 Sportobjekte und 43 Kinder- und Jugendschulen angehörten.

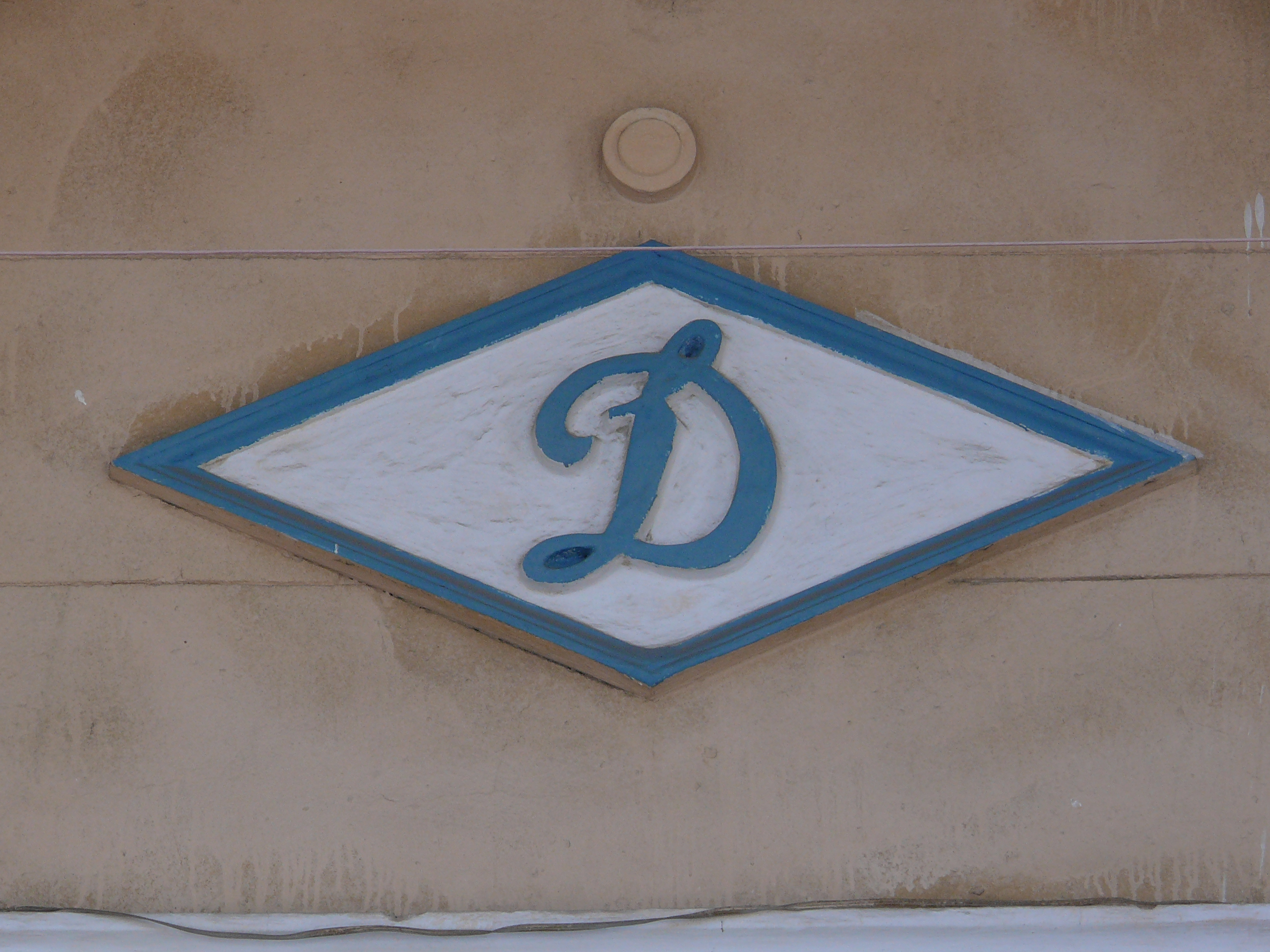
Emblem der Sportvereinigung Dynamo

## Geschichte
Die Sportorganisation Dynamo wurde offiziell am 18. April 1923 auf Felix Dserschinskis Initiative gegründet. Die Schirmherrschaft übernahm die damalige Geheimpolizei GPU, einer der Vorgänger der späteren sowjetischen Sicherheitsstrukturen wie KGB, NKWD und MWD. Während der gesamten sowjetischen Periode blieb die Verbindung zu den Sicherheitsbehörden erhalten, viele Dynamo-Sportler bekleideten formell einen Dienstgrad im Polizei- oder Staatssicherheitsdienst mit entsprechendem Gehalt. Als in den ersten Jahren nach dem Zweiten Weltkrieg in der DDR sowie einem Großteil der osteuropäischen Staaten pro-sowjetische Regierungen installiert wurden, fand dort der Name Dynamo für ähnlich gelagerte Sportvereinigungen erneute Verwendung (siehe Sportvereinigung Dynamo). 
Im Laufe der Jahre errangen zahlreiche Vereine der Sportorganisation Dynamo in verschiedenen Sportarten auch international bedeutende Erfolge. In den 1960er und 1970er Jahren dominierten die Volleyballdamen von Dynamo Moskau den Europapokal der Landesmeister, den sie in dieser Zeit 11-mal gewannen. Die Korbjäger von Dinamo Tiflis schafften das Gleiche im Jahre 1962, als sie mit ihrem Finalsieg gegen Real Madrid die damalige sowjetische Erfolgsserie im europäischen Basketball fortsetzten. Im Fußball gewann die Mannschaft von Dynamo Kiew 1975 und 1986 den Europapokal der Pokalsieger. Die Feldhockey-Spieler von Dinamo Alma-Ata trugen sich 1982 und 1983 in die Siegerliste des Europapokal der Landesmeister ein.

## Heutige Struktur
Derzeit ist Dynamo die All-Russian Fitness-Sport-Gesellschaft mit Sitz in Moskau. Die Gesellschaft hat auch mehrere Tochtergesellschaften im Ausland in Armenien, Belarus, Bulgarien, Georgien, Kasachstan, Kirgisistan, Lettland, Moldawien, Rumänien, Tadschikistan, Turkmenistan und der Ukraine. Viele der damals zugehörigen Sportclubs sind heutzutage eigenständige Vereine und haben ihren ursprünglichen Namen Dynamo bzw. Dinamo beibehalten.